# Типы демократии
Типы демократии означают многообразие управленческих структур, таких как правительства (от местного до глобального), и других институтов, таких как трудовые коллективы, семьи, общественные организации и так далее.
Типы демократии могут быть сконцентрированы вокруг ценностей. Например, такие как прямая демократия, электронная демократия, партиципаторная демократия и совещательная демократия стремятся к тому, чтобы люди могли на равных и непосредственных началах участвовать в обсуждениях, принятии решений или других актах политического участия.
Отдельные типы демократии — как представительная демократия — стремятся к косвенному политическому участию, поскольку этот процедурный подход к коллективному самоуправлению до сих пор широко рассматривается как единственное средство более или менее стабильного демократического функционирования массовых обществ.
Типы демократии можно найти в зависимости от времени, пространства и языка. Так, в английском языке существительное «демократия» может быть описано 2 234 различными прилагательными.

## Прямые демократии
Прямая демократия или чистая демократия — тип демократии, при котором полноправные граждане принимают политические решения и осуществляют их исполнение напрямую. Она требует широкого политического участия граждан.
Афинская демократия или классическая демократия — это прямая демократия, развитая в эпоху античности в греческом городе-государстве Афины.
Производственная демократия — это механизм, который подразумевает принятие решений, разделение ответственности и полномочий на производстве трудовым коллективом.

## Представительные демократии
Представительная демократия — тип демократии, при котором граждане делегируют функцию принятия и исполнения политических решений избранным ими представителям в коллективных органах власти.
- Либеральная демократия — правовой строй, построенный на основе представительной демократии, в котором воля большинства и способность избранных представителей осуществлять власть ограничена системой сдержек и противовесов для предотвращения произвола.
- Нелиберальная демократия имеет некоторые формальные признаки демократии, например выборы, но исключает реальные механизмы и институты народовластия, такие как свобода слова, свобода собраний, независимый суд, разделение законодательной и исполнительной ветвей власти и так далее.

К типам представительной демократии также относятся:
- Электоральная демократия — тип представительной демократии, который основывается на выборности, на голосовании избирателей, как в современных западных или либеральных демократиях.
- Парламентская демократия — система государственного управления, при которой исполнительная власть принадлежит, как правило, кабинету министров, во главе которого стоит премьер-министр, считающийся главой правительства.
  - Вестминстерская система — парламентская система, построенная по образцу британской системы.

- Президентская система — система государственного управления, при которой глава правительства также является главой государства и возглавляет исполнительную власть, независимую от законодательной.
  - Джексоновская демократия — вариант президентской системы, популяризированный президентом США Эндрю Джексоном, который способствовал укреплению исполнительной власти и власти Президента в ущерб власти Конгресса.

- Типы, основанные на числе ведущих политических партий (демократические партийные системы):
  - Система c доминирующей партией — только одна политическая партия («партия власти») может на практике сформировать правительство, самостоятельно или в составе коалиционного правительства.
  - Двухпартийная система — только две политические партии имеют реальные шансы выиграть выборы. При этом двухпартийная система требует от избирателей объединяться в крупные блоки, иногда настолько масштабные, что они не могут договориться о каких-либо основополагающих положениях.
  - Многопартийная система — несколько политических партий, представляющих политический спектр, участвуют в выборах, и все они имеют возможность получить контроль над правительством, отдельно или в составе коалиции.

Демархия подразумевает случайный отбор людей из числа граждан посредством жребия, которые либо выступают в качестве членов правительства, либо принимают решения в конкретных областях управления (оборона, окружающая среда и т.д.).
Беспартийная система — это система представительного правительства или организации, при которой всеобщие и регулярные выборы (путем тайного голосования) проводятся без участия политических партий.
Авторитарная демократия (или органическая демократия) — это демократия, в которой правитель обладает значительной властью, но его правление приносит пользу народу. Этот термин впервые был использован бонапартистами.

## Типы на основе локации
Сотовая демократия, разработанная либертарианским экономистом, последователем джорджизма Фредом Э. Фолдвари, использует многоуровневую структуру «снизу вверх», основанную либо на небольших общинных административных округах, либо на договорных объединениях.
Демократия на рабочем месте означает применение демократии на рабочем месте (см. также производственная демократия).

## Типы на основе уровня свободы
Либеральная демократия — это представительная демократия с защитой свободы личности и имущества на основе верховенства права. Напротив, оборонительная демократия ограничивает некоторые права и свободы в целях защиты институтов демократии.

## Типы на основе этнического фактора
- Этническая демократия[англ.] — это политическая система, сочетающая организованное этническое доминирование с демократическими, политическими и гражданскими правами для всего населения
- Этнократия — общественный строй, при котором власть принадлежит элите, сформированной из представителей определённого народа[5].

## Религиозные демократии
Религиозная демократия — это форма правления, при которой ценности той или иной религии влияют на законы и нормы, как правило, в тех случаях, когда большинство населения исповедует ту или иную религию:
- Христианская демократия;
- Исламская демократия;
  - Консервативная демократия в Турции;
- Еврейское демократическое государство;
- Теодемократия.

## Другие типы демократии
Типы демократии включают:
- Антиципаторная демократия[англ.] — теория гражданского общества, основанная на демократическом принятии решений, учитывающая прогнозы будущих событий, пользующихся определенным доверием у электората[6].
- Ассоциационализм[англ.] (или ассоциативная демократия) — это политическое движение, считающее, что благосостояние и свобода человека лучше всего обеспечиваются тогда, когда как можно большим количеством общественных вопросов управляют добровольные и демократически самоуправляемые объединения[7].
- Буржуазная демократия — в «левом», в особенности марксистском дискурсе обозначение политического строя, известного как либеральная демократия, провозглашающего права личности и демократические свободы лишь на словах при реальном удовлетворении политиками лишь потребностей буржуазии.
- Военная демократия — термин, введённый в научный оборот Льюисом Морганом для обозначения организации власти на стадии перехода от первобытнообщинного строя к государству, где полноправными членами общества считались взрослые и здоровые мужчины, владеющие оружием, без чего воин не обладал правом голоса.
- Делиберативная демократия — фокусируется на роли общественных дискуссий в принятии решений, а не только голосования. Она включает в себя элементы как принятия решений на основе консенсуса, так и принципа большинства.
- Демократический социализм — форма социализма, идеологически противопоставленная марксистско-ленинским образцам; демократические социалисты делают акцент на децентрализованное управление в условиях политической демократии с общественной собственностью на средства производства и на социальные и экономические институты с самоуправлением трудящихся.
- Демократический централизм — организационный метод, при котором члены политической партии обсуждают и дискутируют по вопросам политики и руководства, и после принятия решения большинством голосов все члены партии должны публично следовать принятому решению. Термин был введён В. И. Лениным в работе «Государство и революция» (1917).
- Джефферсоновская демократия — система политических взглядов, названная в честь её ключевого автора — Томаса Джефферсона, который выступал за равенство политических свобод и против привилегий, аристократии и коррупции. Сторонники джефферсоновских принципов враждебно относились к элите — крупным торговцам, банкирам и фабрикантам.
- Демократическая диктатура (также известная как демократура) — политический режим, в котором совмещаются черты демократии и диктатуры и обеспечивается возможность ненаказуемого игнорирования или нарушения интересов большинства или значительной части граждан.
- Демократическая республика — форма правления, функционирующая на принципах, принятых в республике и демократии. Демократическая республика не является чем-то средним между двумя совершенно разными системами, а может функционировать на основе принципов, общих как для республик, так и для демократий.
- Консенсусная демократия[англ.] придает большее значение политическому участию, нежели простому большинству, и предполагает применение принципа консенсуса, подразумевающий внимание к как можно большему числу взглядов[8].
- Интерактивная демократия (или же электронная демократия) — предлагаемая форма демократии с использованием информационных технологий, позволяющая гражданам предлагать новую политику, альтернативные предложения в политике и голосовать на референдуме по принятым в результате этого законам (которые дорабатываются парламентом).
- Ликвидная демократия — форма демократического правления, при которой права на принятие политических решений принадлежат гражданам, которые, тем не менее, могут избирать собственных делегатов на временной основе, не являющихся народными представителями, как в современных представительных демократиях.
- Народная демократия — многоклассовое правление, в котором доминирует пролетариат (см. также Диктатура пролетариата). В странах социалистического блока рассматривалась как новая форма перехода к социализму.
- Низовая демократия[англ.] — принцип организации общественной жизни, который переносит как можно больше полномочий по принятию политических решений на самый низкий географический или социальный уровень организации.
- Новая демократия — идеологическая концепция в маоизме, утверждающая возможность объединения социализма и буржуазной демократии в едином историческом периоде, носящем указанное название.
- Партиципаторная демократия[англ.] предполагает широкое и по возможности непосредственное участие граждан в разработке, принятии и осуществлении политических решений, а также контроле за их выполнением; предусматривает более широкое политическое представительство, чем традиционная представительная демократия.
- Плебисцитарная демократия — модель демократии, подразумевающая права граждан на обсуждение принимаемых политических решений и на высказывание по ним путем голосования на плебисците, где граждане могут одобрить или отвергнуть принимаемый закон. При этом подготовка политических решений и контроль за их исполнением не осуществляется народом напрямую.
- Полупрямая демократия[англ.] — тип демократии, сочетающий в себе механизмы прямой демократии и представительного управления. При полупрямой демократии представители осуществляют текущее администрирование, но граждане сохраняют свой суверенитет, имея возможность контролировать свои правительства и законы с помощью различных форм общественного воздействия: обязательного референдума, общественной инициативы, отзыва мандата и общественных слушаний.
- Радикальная демократия[англ.] — тип демократии, выступающий за радикальное расширение равенства и свободы, следуя идее, что демократия — это незавершенный, инклюзивный, непрерывный и рефлексивный процесс. В рамках этого типа существуют три направления: делиберативное, агонистическое и автономистское[9]. Развитием идей радикальной демократии по разным направлениям занимались Эрнесто Лакло и Шанталь Муфф, а также Славой Жижек[10].
- Революционная демократия — идеология Революционно-демократического фронта эфиопских народов.
- Рыночная демократия — альтернативное именование демократического капитализма, экономической идеологии, основанной на трехсторонней схеме: рыночная экономика, основанная преимущественно на экономических стимулах через свободные рынки, демократическое государство и либеральная морально-культурная система, поощряющая плюрализм.
- Социалистическая демократия предполагает постепенную ликвидацию классового общества и преимущественно государственную собственность на средства производства.
- Социал-демократия — политическая, социальная и экономическая философия в рамках социализма[11], которая поддерживает политическую демократию.
- Социократия — демократическая система управления, основанная на консенсусе при принятии решений, круговой организации, субсидиарности и двустороннем представительстве.
- Суверенная демократия — политическая концепция, сформулированная в 2005—2007 годах заместителем руководителя Администрации президента России Владиславом Сурковым в качестве характеристики системы государственной власти России при президенте Путине. Являлась одной из главных идеологем на парламентских и президентских выборах в России 2007—2008 годов.
- Иммитационная демократия — форма демократического правления с усилением автократии и авторитаризма, при которой граждане осуществляют свои политические права, не оказывая при этом значимого влияния на политику, намерения и цели правительства.
- Экономическая демократия[англ.] — теория демократии, разрабатывавшаяся в трудах Эдуарда Бернштейна и его последователей. Она определяется как набор мер, необходимых для устранения неравномерностей в распределении экономической власти, наносящих ущерб демократии.

### Организации и индексы
- Polity IV
- Индекс демократии (Economist)
- Индекс образования
- Национальный демократический институт по международным вопросам (США)
- Объединённый фронт за демократию против диктатуры
- Бюро по демократическим институтам и правам человека

### Дополнительные типы
- Демократия в Бутане
- Мессианская демократия
- Суверенная демократия
- Демократия «третьей волны»